# Orcinus citoniensis
Orcinus citoniensis (лат.) — вид вымерших млекопитающих из семейства дельфиновых, живших в плиоцене — плейстоцене (3,6—1,8 млн лет назад).
Возможно, это предок современной косатки. Описан на основе неполного черепа, найденного в Италии (Тоскана), который не имеет задней и левой сторон. В каждой челюсти было 28 зубов, в отличие от современной косатки, которая имеет в среднем 24 зуба в каждой челюсти. Этот вид был длиной около 4 м и выглядел как уменьшенная современная косатка.
Ещё одна окаменелость, отнонесённая к этому виду, найдена в нижнеплейстоценовых отложениях Великобритании